# Gashaw Biftu
Gashaw Biftu (ur. 17 lutego 1991) – etiopski lekkoatleta specjalizujący się w biegach długich.
Dwa razy w karierze startował w przełajowych mistrzostwach świata zdobywając w sumie 2 srebrne medale w klasyfikacji drużynowej juniorów. 

## Osiągnięcia
| Rok  | Impreza                                   | Miejsce   | Konkurencja      | Lokata     | Wynik |
| ---- | ----------------------------------------- | --------- | ---------------- | ---------- | ----- |
| 2009 | Mistrzostwa świata w biegach przełajowych | Amman     | bieg juniorów    | 7. miejsce | 23:44 |
| 2009 | Mistrzostwa świata w biegach przełajowych | Amman     | drużyna juniorów | 2. miejsce |       |
| 2010 | Mistrzostwa świata w biegach przełajowych | Bydgoszcz | bieg juniorów    | 7. miejsce | 22:31 |
| 2010 | Mistrzostwa świata w biegach przełajowych | Bydgoszcz | drużyna juniorów | 2. miejsce |       |